# Kemal Unakıtan
Kemal Unakıtan (* 14. Februar 1946 im Dorf Domurcalı, Provinz Edirne; † 12. Oktober 2016 in İstanbul) war ein türkischer Ökonom, Politiker und Finanzminister.
Unakıtan absolvierte die Akademie für Wirtschafts- und Handelswissenschaften in Ankara. Danach arbeitete er als Kalkulationsexperte im Finanzministerium.
Unakıtan war Generaldirektor und Finanzkoordinator der BİRKO Handels- und Industrie AG (BİRKO Ticaret ve Sanayi AŞ), stellvertretender Generaldirektor, Generaldirektor sowie Mitglied des Führungsgremiums der Cellulose- und Papierfabriken der Türkei (Türkiye Selüloz ve Kâğıt Fabrikaları'nda (SEKA)), Generaldirektor des Textilunternehmens Bahariye (Bahariye Mensucat), Mitglied des Führungsgremiums der Albaraka Türk Finanzgruppe, Generaldirektor und Mitglied des Führungsgremiums der BEM Außenhandelsgesellschaft sowie Mitglied des Aufsichtsrats der Family Finans Finanzgruppe.
Unakıtan war Abgeordneter der Adalet ve Kalkınma Partisi (AKP) für die Provinz İstanbul in der 22. Legislaturperiode der Großen Nationalversammlung der Türkei. Weiters war er Finanzminister in der 58. (Kabinett Gül) und 59. (I. Erdoğan Kabinett) Regierung der Republik Türkei. Unakıtan war seit dem 29. August 2007 Mitglied des II. Erdoğan Kabinetts der AKP-Regierung unter Erdoğan, erneut in der Funktion des Finanzministers. Dieses Amt hatte er bis zum 1. Mai 2009 inne.
Unakıtan war verheiratet und Vater dreier Kinder. Er sprach neben Türkisch auch Englisch.